# Whitfieldia liebrechtsiana
Whitfieldia liebrechtsiana är en akantusväxtart som beskrevs av Wildem. och Th. Dur.. Whitfieldia liebrechtsiana ingår i släktet Whitfieldia och familjen akantusväxter. Inga underarter finns listade i Catalogue of Life.